# Geek Out! Masters (juego de mesa)
Geek Out! Masters es un juego de mesa argentino diseñado por Matías Saravia, con arte de Gabriel Pintueles y editado por la editorial El Dragón Azul.
El juego se editó como premio por haber ganado el concurso de prototipos por el festejo del aniversario de la Comunidad de Juegos Geek Out! Argentina donde votó un jurado especializado y también el público.
La idea del concurso fue generar un juego con las imágenes que aparecen en el logo de la comunidad y que representan las diferentes facetas o hobbies de sus miembros: cómics, ciencia ficción, fantasía, juegos de mesa, videojuegos y el número 42, que según la novela "Guía del Autoestopista Galáctico"  del escritor Douglas Adams es "La respuesta al sentido de la vida, el universo y todo lo demás."
Es un juego de 15 minutos de duración aproximada, de 1 a 4 jugadores que además tiene 3 variantes de juego: cooperativa (de 2 a 3 jugadores), duelo (para 2 jugadores) y solitario (para 1 jugador).

## Mecánica del juego
Geek Out! Masters es un juego de dados y cada una de las 6 caras de los mismos tienen 1 dibujo que permite al jugador hacer 1 acción especial:
- El 42 otorga puntos. Cada dado activo que salga con esta cara se pondrá en el track de puntos.
- El Meeple permite relanzar otro dado en juego.
- La Nave Espacial envía un dado no usado a la sección de dados inactivos.
- El Superhéroe permite que cualquier dado no usado sea volteado y colocado en su cara opuesta.
- El Corazón permite tomar un dado de la sección de dados inactivos y lanzarlo para que sea un nuevo dado activo.
- El Dragón es la cara que queremos evitar, ya que si al final de la ronda es el último dado activo que queda se habrán perdido todos los puntos ganados.

De los 10 dados que trae el juego se toman 3 y se colocan en el sector de "Dados Inactivos". Los otros 7 dados se tiran y pasan a ser los "Dados Activos".
Se van eligiendo los dados a utilizar según las habilidades de sus caras y se pasan al sector de "Dados Utilizados".
Si como último dado activo queda un Dragón, se han perdido todos los puntos acumulados.
Si como último dado activo queda una Nave Espacial el turno del jugador acaba y se anotan los puntos que obtuvo.
Si el último dado tiene cualquiera de las otras caras y no se puede hacer su acción, entonces el dado pasa al sector de Dados Utilizados y el jugador tiene la opción de tomar todos esos dados y volver a lanzarlos para seguir intentando conseguir dados con la cara 42 que es lo que otorga puntos. También puede optar por terminar su turno y obtener los puntos acumulados.
Esto se repite hasta que todos los jugadores hayan tenido 5 turnos cada uno.

## Recepción
El juego fue finalista de los Premios Alfonso X en su edición 2018 junto a Magus: Aura Mortis y Corona de Hierro, quien terminó obteniendo el galardón. La premiación se realizó en el evento "Geek Out Fest 4.0" 